# Banisteriopsis confusa
Banisteriopsis confusa là một loài thực vật có hoa trong họ Malpighiaceae. Loài này được B.Gates mô tả khoa học đầu tiên năm 1982.